# المركز الوطني للاسكواش
المركز القومي للاسكواش هو صالة للاسكواش تقع في منطقة إيستلاندز في مانشستر، إنجلترا يعد جزء من مجمع سبورسيتي.
بني المركز في دورة ألعاب الكومنولث 2002 بتكلفة تبلغ حوالي 3.5 مليون جنيه إسترليني، تضم ست ملاعب ومعرض زجاجي عام، والذي يمكن نقله داخل المجمع. ويستطيع المركز إستيعاب 1200 متفرج.